# آلن هیوم
آلن هیوم (انگلیسی: Alan Hume؛ ۱۶ اکتبر ۱۹۲۴ – ۱۳ ژوئیهٔ ۲۰۱۰) یک فیلم‌بردار اهل انگلستان بود. وی عضو انجمن فیلم‌برداران بریتانیا BSC بود

## گزیدهٔ نقش‌آفرینی‌ها
- جک قاتل (۱۹۸۸)
- ماهی به نام وندا (۱۹۸۸)
- The Kiss of the Vampire (۱۹۶۳)
- Checkered Flag or Crash (۱۹۷۷)
- بازگشت جدای (۱۹۸۳)
- خانه وحشت دکتر ترور (۱۹۶۵)
- گوژپشت نتردام (۱۹۸۲)
- قطار افسارگسیخته (۱۹۸۵)
- نمایی از یک قتل (فیلم) (۱۹۸۵)